# Tarletonbeania
A Tarletonbeania a sugarasúszójú halak (Actinopterygii) osztályának Myctophiformes rendjébe, ezen belül a gyöngyöshalfélék (Myctophidae) családjába tartozó nem.

## Rendszerezés
A nembe az alábbi 2 faj tartozik:
- Tarletonbeania crenularis (Jordan & Gilbert, 1880)
- Tarletonbeania taylori Mead, 1953